# 안사르
안사르(Ansar)는 헤지라 이후 메디나에서 무함마드와 이슬람교를 지지한 집단을 말한다. '무하지룬' 집단과 구별하여 붙인 이름으로 <꾸란>에서는 후자와 같이 그들의 공덕을 기리고 있다. 이들 두 집단간에 존재하는 구별을 없애기 위하여 무함마드는 양자간에 형제 관계를 맺게 하려 하였다.
메카가 이슬람에 복종하게 된 뒤 이들 안사르는 무함마드가 메카로 다시 돌아가는 것이 아닌가 우려하였으나, 무함마드는 메디나를 활동 본거지로 삼아 그들을 안심시켰다. 무함마드가 죽고 후계자, 즉 칼리파 문제가 일어났을 때 안사르는 그들의 대표자를 옹립하려 하였으나, 교단측에서는 무하지룬에서 칼리파를 세웠다.

## 같이 보기
- 안사르 알샤리아